# 6510 Tarry
6510 Tarry (1987 DF) là một tiểu hành tinh vành đai chính được phát hiện ngày 23 tháng 2 năm 1987 bởi C. S. Shoemaker và E. M. Shoemaker ở Palomar.